# 3785 Kitami
3785 Kitami este un asteroid din centura principală, descoperit pe 30 noiembrie 1986 de Tsutomu Seki.